# Bachchor Gütersloh
Der Bachchor Gütersloh ist der Chor der Martin-Luther-Kirche in  Gütersloh. Wie andere Bachchöre auch spielen die Werke Johann Sebastian Bachs eine herausragende Rolle bei der Werkauswahl. Der Chor wird geleitet von Sigmund Bothmann.

## Geschichte

### Von der Gründung 1946 bis 1992
Der Chor wurde am 27. September 1946 als Evangelischer Bachchor von Eduard Büchsel gegründet. Der Chor zählte nach kurzer Zeit bereits 100 Mitglieder. 1957 übergab Büchsel die Leitung an den Kantor Hermann Kreutz, um sich selber vor allem dem künstlerischen Orgelspiel zu widmen. Kreutz baute nach Antritt der Stelle in Gütersloh, wo neben dem Bachchor der Kirchenchor und ein Kinderchor existierte, die Chorarbeit an der Kirchengemeinde durch Gründung einer Choralsingschule (später: Gütersloher Singschule) und einer Jugendkantorei aus.
In der Folge entwickelte er den Bachchor zu einem überregional bekannten westfälischen Chor. 1961 wurde der Chor in „Bachchor Gütersloh“ umbenannt. Ab 1964 erfolgten Rundfunkaufnahmen bei WDR, NDR und SFB, darunter insbesondere selten aufgeführte A-cappella-Werke. 1959 wurde mit dem Bachchor eine erste Single-Schallplatte eingespielt, im Jahr 1968 spielte er die erste Langspielplatte mit Bachchorälen ein.
Schwerpunkte der Chorarbeit bildeten neben den Werken der klassischen Chorliteratur (unter anderem Werke von Schütz, Bach und Brahms) die Erarbeitung neuer anspruchsvoller Chorwerke von Hugo Distler, Ernst Pepping, Johannes Driessler, Willy Burkhard, Frank Martin, Francis Poulenc sowie auch Uraufführungen von Werken des Gütersloher Komponisten Carl Theodor Hütterott. So wurde in Zusammenarbeit mit dem WDR die erste Schallplatteneinspielung der Weihnachtsgeschichte von Ernst Pepping herausgebracht. In den 1980er Jahren wurde die Marienvesper von Claudio Monteverdi zusammen mit den Deutschen Barocksolisten in historischer Aufführungspraxis aufgeführt. Kreutz führte mit dem Bachchor Konzertreisen nach Belgien, Frankreich, Polen und Berlin durch.
Nach dem Bau der Berliner Mauer führte Kreutz über 30 Jahre lang in den Pfingsttagen Chorfahrten nach Berlin durch, um dort Gottesdienste musikalisch mitzugestalten und durch die Mitnahme von Chornoten und anderen Materialien die kirchenmusikalische Arbeit in den Ost-Berliner Gemeinden zu unterstützen. In Westberlin wurden Konzerte in der Gedächtniskirche und anderen Kirchen gegeben.
Im Jahr 1967 wurde Hermann Kreutz mit dem Chor zur Teilnahme an dem europäischen Chorfestival Europa cantat im belgischen Namur eingeladen, wo er gemeinsam mit dem Komponisten César Geoffray dessen Messe einstudierte und aufführte. Ab 1970 gestaltete Kreutz mit dem Bachchor und dem WDR regelmäßig Offene Singen, die im WDR live übertragen wurden.
1990 übergab Kreutz krankheitsbedingt seine Ensembles an die Musiklehrer und Bachchor-Mitglieder Wolfgang Jungekrüger und Carl Theodor Hütterott.

### Der Chor unter Sigmund Bothmann (seit 1992)
1992 übernahm Sigmund Bothmann die Leitung des Chors. Er gründete zu Beginn seiner Amtszeit als Kantor das Bachorchester, das mit dem Bachchor bereits das erste Konzert – das komplette Bachsche Weihnachtsoratorium – gestaltete. Um den Chor ideell und finanziell zu unterstützen, wurde 1993 ein Förderverein gegründet. Es wurden mit dem  jährlich stattfindenden Silvesterkonzert und regelmäßigen Kantatengottesdiensten zwei Veranstaltungsreihen etabliert.
Bothmann führte 2004 mit einer Aufführung von Bachs Matthäuspassion die Aufführungspraxis mit historischen Instrumenten ein. Regelmäßig werden in dieser Konstellation barocke Großwerke wie die h-Moll-Messe oder die Johannespassion von J.S. Bach oder der Messiah (2011) von Händel aufgeführt.
Der Bachchor Gütersloh nahm erfolgreich am Westfälischen Musikfest 1994, am Europäischen Chorfestival 1996 und 2005 und am Rheinischen Musikfest 1999 teil. Der Chor reiste unter Bothmann mehrfach ins Ausland, 1999 und 2015 nach Maasmechelen zum Internationalen Chorwettbewerb, im Jahr 2000 nach Singapur, um dort mit dem Singapore Symphony Orchestra die h-Moll-Messe von Bach aufzuführen, oder 2012 zum wiederholten Mal in die Gütersloher Partnerstadt Châteauroux, wo die Messe e-Moll von Anton Bruckner aufgeführt wurde.
Bothmann wurde  im Jahr 2005 zum Kirchenmusikdirektor ernannt. Es liegen neben CD-Aufnahmen etwa 40 Rundfunkaufnahmen des Chores bei deutschen Sendeanstalten vor.

## Preise und Auszeichnungen (Auswahl)
- 1997: 1 Preis beim 5. Landes-Chorwettbewerb NRW in Wuppertal
- 1998: 3. Preis beim 5. Deutschen Chorwettbewerb in Regensburg
- 1999: 4. Platz beim Wettbewerb Internationale Koorwedstrijd van Vlaanderen in Maasmechelen
- 2015: 5. Platz beim Wettbewerb 13. Internationale Koorwedstrijd van Vlaanderen im Maasmechelen[3]
- 1998: Kulturpreis der Stadt Gütersloh[2]

## Diskografie (Auswahl)
- Rossini: Petite Messe Solennelle (2005)
- Distler: Die Weihnachtsgeschichte (2005)
- Mozart: Requiem d-Moll KV 626 u. a.(2006)
- Rossini: Petite Messe Solennelle (Erstaufnahme MDG, 1976). Mit u. a. Gerda Hagner, Gabriele Schnaut, Aldo Baldin, Karl Fäth, Leitung: Hermann Kreutz (DB; 2023)